# The Trap (Captain Scarlet-aflevering)
"The Trap" is de zevende aflevering van de televisieserie Captain Scarlet and the Mysterons, een sciencefictionserie waarin gebruikgemaakt wordt van de poppenspeltechniek supermarionation. De aflevering werd voor het eerst uitgezonden op ATV Midlands in Engeland op 10 november 1967. Qua productievolgorde was het echter de zeventiende aflevering.

## Verhaal
Gedurende een storm escorteert Melodey Angel Commodore Goddard en zijn piloot, Holt, naar de Cloudbase om de laatste voorbereidingen te treffen voor een geheime internationale luchtconferentie. Melody verliest echter visueel contact met hun XQR vliegtuig en ziet derhalve niet dat het vliegtuig wordt geraakt door een bliksem. Goddard en Holt kunnen het vliegtuig niet meer besturen en het vliegtuig stort neer, waarbij beide inzittenden omkomen.
Via hun radiobericht laten de Mysterons weten dat ze "de vleugels van de wereld zullen afknippen". Bij het wrak van het vliegtuig verschijnen Mysteronringen, waarna de geretrometaboliseerde XQR met kopieën van Goddard en Holt aan boord opstijgt en naar Cloudbase vliegt.
Terwijl ze haar rapport opstelt vermoedt Melody dat Goddard en Holt werden geraakt door een bliksem, maar Symphony herinnert haar eraan dat het zicht praktisch nul was en ze zich dus gemakkelijk kan hebben vergist. Goddard herinnert Colonel White en ander personeel eraan dat de conferentie is bedoeld om methodes te bespreken hoe ze het beste de Mysterons kunnen bevechten. Captain Scarlet is verbaasd dat de commodore de locatie van de bijeenkomt heeft laten verplaatsen naar Glen Garry Castle in Schotland, zogenaamd om de veiligheid te vergroten.
De avond voor de conferentie is Scarlet in het kasteel bezig met het opstellen van de beveiliging. Hij ontmoet de beheerder, Morton, die vertelt dat Glen Garry geen populair oord is bij toeristen omdat het kasteel geen ruïne is. Scarlet ziet een vreemd schilderij en Morton verklaard dat dit schilderij de toegang naar de ongebruikte kantelen verbergt. Scarlet heeft echter niet door dat hij via kijkgaatjes in het schilderij in de gaten wordt gehouden.
Scarlet belooft Colonel White nog eenmaal de beveiliging te controleren. Via zijn verrekijker ziet hij tot zijn schok en verbazing een persoon over de kantelen lopen. Hij haast zich terug naar de zaal waar de conferentie zal worden gehouden, en duwt de arm van een harnas omlaag. Het portret klapt omhoog en toont de geheime doorgang. In die doorgang staat echter Holt met een machinegeweer. Terwijl hij Scarlet onder schot houdt bekent Goddard dat hij een Mysteronagent is en de volgende dag alle aanwezige gasten zullen worden doodgeschoten.
De gasten arriveren in Cloudbase en worden vanaf daar door Symphony Angel naar Glen Garry gevlogen. In het kasteel imiteert Goddard Scarlets stem wanneer hij Colonel White oproept en meldt dat de beveiliging in orde is. Scarlet zit opgesloten in de kerker van het kasteel. De magnocopter met alle gasten aan boord arriveert, en Symphony vraagt zich af waarom Scarlet niet aanwezig is. Terwijl ze hem zoekt in zijn kamer, wordt ze ook gevangen door Mysteronagenten.
Melody Angel verlaat Cloudbase om haar vermoedens over een blikseminslag te onderzoeken en vindt de restanten van de originele XQR. Colonel White beseft dat Goddard en Holt nu Mysteronagenten zijn, en dat de Mysterons alle militaire gasten op de conferentie willen vermoorden. Lieutenant Green ontdekt dat hij geen contact kan krijgen met Scarlet en Symphony, en White beveelt Captain Blue om meteen naar Glen Garry te vliegen.
In de kerker slagen Scarlet en Symphony erin de aandacht te trekekn van Morton, die hen snel vrijlaat. Kort voor 10 uur arriveren de gasten in de conferentiezaal. Net voor Holt kan schieten stormt Captain Scarlet de zaal binnen. Hij wordt geraakt door een schot van Holt, maar kan nog wel terugschieten en Holt valt dood door het schilderij heen. Goddard slaat op de vlucht terwijl Spectrumofficieren de gasten bevelen terug te gaan naar de Magnocopter.
Blue arriveert buiten het kasteel in zijn SPV en ziet dat Goddard op de kantelen een tweede machinegeweer heeft staan, klaar om de Magnocopter onder vuur te nemen zodra deze opstijgt. Hij beveelt Symphony om nog niet te vertrekken. Scarlet krijgt van Blue een Spectrum jetpack en leidt Goddard af zodat Symphony kan vertrekken. Vervolgens gebruikt Blue de wapens van de SPV om Goddard neer te schieten.
Later, in Cloudbase, is Morton verbaasd over het feit dat Scarlet niet gewond is terwijl hij toch duidelijk een paar keer werd geraakt. Scarlet beweert dat hij misschien onverwoestbaar is, hopend dat Morton dit als grap zal opvatten.

## Rolverdeling

### Reguliere stemacteurs
- Captain Scarlet – Francis Matthews
- Captain Blue – Ed Bishop
- Colonel White – Donald Gray
- Lieutenant Green – Cy Grant
- Symphony Angel – Janna Hill
- Melody Angel – Sylvia Anderson
- Stem van de Mysterons – Donald Gray

### Gastrollen
- Commodore Goddard – David Healy
- Holt – Gary Files
- Morton – Jeremy Wilkin
- Attendant – Jeremy Wilkin

## Notities
- Beeldmateriaal van deze aflevering werd gebruikt als flashbackin de clip show aflevering, "The Inquisition".
- Het model van Glen Garry Castle verscheen eerder in de Stingray aflevering "The Loch Ness Monster" en in de Thunderbirds aflevering "30 Minutes After Noon".
- De 10 poppen die werden gebruikt voor de gasten op de conferentie verschenen ook in de volgende rollen:
  - Lieutenant Dean ("The Mysterons")
  - Space Navigator Conway ("The Mysterons")
  - Directeur-generaal ("Winged Assassin")
  - London Airport operator ("Winged Assassin")
  - General Tiempo ("Operation Time")
  - Dr. Magnus ("Operation Time")
  - Eddie ("Avalanche")
  - Kruger ("The Heart Of New York")
  - Kramer ("Special Assignment")
  - Steele ("Special Assignment")